# Młodzieżowe Drużynowe Mistrzostwa Polski na Żużlu 2014
Młodzieżowe Drużynowe Mistrzostwa Polski 2014 – zawody żużlowe, mające na celu wyłonienie medalistów młodzieżowych drużynowych mistrzostw Polski w sezonie 2014. Rozegrano eliminacje w trzech grupach, dwa turnieje półfinałowe oraz finał, w którym zwyciężyli zawodnicy Unii Leszno.

## Finał
- Rybnik, 8 października 2014
- Sędzia: Krzysztof Meyze

| Msc |                                                                       | Drużyna / Zawodnik                | Biegi                     | Punkty |
| --- | --------------------------------------------------------------------- | --------------------------------- | ------------------------- | ------ |
| 1   |                                                                       | Fogo Unia Leszno                  | Fogo Unia Leszno          | 25     |
| 1   | Piotr Pawlicki Tobiasz Musielak Bartosz Smektała Dominik Kubera       | (3,3,1,3) (2,3,3,3) (0,w,2,2)     | 10 11 4 ns                |        |
| 2   |                                                                       | Stal Gorzów Wielkopolski          | Stal Gorzów Wielkopolski  | 19     |
| 2   | Bartosz Zmarzlik Adrian Cyfer Łukasz Kaczmarek Rafał Karczmarz        | (2,3,3,3) (1,3,1,1) (1,0,1,0)     | 11 6 2 ns                 |        |
| 3   |                                                                       | SPAR Falubaz Zielona Góra         | SPAR Falubaz Zielona Góra | 18     |
| 3   | Kamil Adamczewski Alex Zgardziński Adam Strzelec Bartosz Kibała       | (1,3,3,d) (2,2,2,1) (u,1,1,2)     | 7 4 ns                    |        |
| 4   |                                                                       | ŻKS ROW Rybnik                    | ŻKS ROW Rybnik            | 17     |
| 4   | Kacper Woryna Kamil Wieczorek Robert Chmiel                           | (3,2,2,3) (0,2,2,0) (1,1,1,0)     | 10 4 3                    |        |
| 5–6 |                                                                       | Betard Sparta Wrocław             | Betard Sparta Wrocław     | 16     |
| 5–6 | Patryk Dolny Mike Trzensiok Patryk Malitowski                         | (0,2,0,3) (1,0,0,1) (3,3,1,2)     | 5 2 9                     |        |
| 5–6 |                                                                       | Unibax Toruń                      | Unibax Toruń              | 16     |
| 5–6 | Paweł Przedpełski Oskar Fajfer Oskar Ajtner-Gollob Dawid Krzyżanowski | (2,1,1,3) (0,2,3,2) (2,w,u,d)     | 7 2 ns                    |        |
| 7   |                                                                       | Grupa Azoty Unia Tarnów           | Grupa Azoty Unia Tarnów   | 14     |
| 7   | Kacper Gomólski Mateusz Borowicz Damian Dąbrowski Patryk Rolnicki     | (3,2,3,2) (0,0,t,1) (1,0,2,0) (u) | 10 1 3 0                  |        |

Bieg po biegu:
1. Gomólski, Zmarzlik, Cyfer, Borowicz
2. Woryna, Zgardziński, Adamczewski, Wieczorek
3. Pawlicki, Musielak, Trzensiok, Dolny
4. Zmarzlik, Przedpełski, Kaczmarek, Fajfer
5. Adamczewski, Gomólski, Dąbrowski, Strzelec (u3)
6. Pawlicki, Woryna, Chmiel, Smektała
7. Malitowski, Ajtner-Gollob, Przedpełski, Trzensiok
8. Zmarzlik, Zgardziński, Strzelec, Kaczmarek
9. Gomólski, Wieczorek, Chmiel, Dąbrowski
10. Musielak, Fajfer, Ajtner-Gollob (w), Smektała (w/u)
11. Cyfer, Dolny, Kaczmarek, Trzensiok
12. Musielak, Gomólski, Pawlicki, Borowicz
13. Malitowski, Zgardziński, Strzelec, Dolny
14. Fajfer, Wieczorek, Chmiel, Ajtner-Gollob (u4)
15. Musielak, Smektała, Cyfer, Kaczmarek
16. Dolny, Dąbrowski, Malitowski, Rolnicki (u4) (Borowicz - t)
17. Adamczewski, Strzelec, Przedpełski, Ajtner-Gollob (d4)
18. Zmarzlik, Woryna, Cyfer, Wieczorek
19. Przedpełski, Fajfer, Borowicz, Dąbrowski
20. Pawlicki, Smektała, Zgardziński, Adamczewski (d4)
21. Woryna, Malitowski, Trzensiok, Chmiel